# Charles Reidpath
Charles Decker Reidpath (Buffalo, 20 settembre 1889 – Kenmore, 21 ottobre 1975) è stato un velocista statunitense, vincitore di due medaglie d'oro olimpiche ai Giochi di Stoccolma 1912.

## Palmarès
| Anno | Manifestazione  | Sede      | Evento      | Risultato | Prestazione | Note            |
| ---- | --------------- | --------- | ----------- | --------- | ----------- | --------------- |
| 1912 | Giochi olimpici | Stoccolma | 200 m piani | 5º        | 22"3        |                 |
| 1912 | Giochi olimpici | Stoccolma | 400 m piani | Oro       | 48"2        | Record olimpico |
| 1912 | Giochi olimpici | Stoccolma | 4×400 m     | Oro       | 3'16"6      | Record mondiale |